# Шоно (Висконсин)
Шоно (енгл. Shawano) град је у америчкој савезној држави Висконсин.

## Демографија
По попису из 2010. године број становника је 9.305, што је 1.007 (12,1%) становника више него 2000. године.
| Група             | 2000.         | 2010.         |
| Белци             | 7.346 (88,5%) | 7.581 (81,5%) |
| Афроамериканци    | 27 (0,3%)     | 66 (0,7%)     |
| Азијати           | 45 (0,5%)     | 39 (0,4%)     |
| Хиспаноамериканци | 134 (1,6%)    | 286 (3,1%)    |
| Укупно            | 8.298         | 9.305         |